# Waldmühle (Hirschau)
Waldmühle ist ein Gemeindeteil der Stadt Hirschau im Landkreis Amberg-Sulzbach in der Oberpfalz in Bayern.

## Herkunft des Namens
Der Ortsname Waldmühle bedeutet Mühle am Wald. 1562 wurde die Waldmühle als „Waltmül“, 1630 als „Waldtmühl“ und 1773 als „Waldmühl“ erwähnt.

## Geographie
An der Waldmühle wird der Ehenbach zum Waldweiher aufgestaut.

## Verkehr
Die Waldmühle liegt an der Staatsstraße 2238, die die beiden Oberzentren Amberg und Weiden miteinander verbindet zwischen Hirschau und Weiden.

## Geschichte
1562 liegt die Waldmühle – zu diesem Zeitpunkt als „Waltmühle“ bezeichnet – im Amt Hirschau. 1630 wohnt dort ein Untertan dieses Amtes. Zwischen 1572 und 1583 bewohnt Hans Heldmann die Waldmühle. 1662 erwarb Hans Senft „den Platz und den Steinhauffen, allwo vor diesem die Waldmühl gestanden“. Sie scheint im Dreißigjährigen Krieg eingegangen zu sein. 1717 wird Michl Senft als Besitzer der Mühle erwähnt. 1778 ist Georg Schwirzer Inhaber der Waldmühle, 1840 Johann Hubmann und 1908 Georg Rösch.
Ursprünglich war die Waldmühle ein Gemeindeteil der Gemeinde Forst, die am 1. Oktober 1938 aufgelöst und größtenteils nach Schnaittenbach eingemeindet wurde. Nur die Waldmühle wurde nach Hirschau eingegliedert.